# Westhouse-Marmoutier

Westhouse-Marmoutier este o comună în departamentul Bas-Rhin, Franța. În 1 ianuarie 2022 avea o populație de 360 de locuitori.